# Carl-Christoph Schweitzer
Carl-Christoph Schweitzer (* 3. Oktober 1924 in Potsdam; † 4. Juli 2017 in Bonn) war ein deutscher Politikwissenschaftler und Politiker. Er war Bundestagsabgeordneter für die SPD.

## Leben
Schweitzer besuchte das Kant-Gymnasium in Berlin-Spandau und das Wilhelmsgymnasium München. Sein Vater war der evangelische Theologe und Mitstreiter der Bekennenden Kirche Carl Gunther Schweitzer, der aus einer jüdischen Familie stammte, seine Mutter Paula, geb. Vogelsang, war Pfarrerstochter. Im Mai 1939 musste die Familie Schweitzer wegen ihrer Verfolgung als Juden aus Deutschland fliehen.  Carl-Christoph Schweitzers Familie erhielt eine der wenigen Einladungen, die aus England erfolgten. Ihr Retter war der Bischof von Chichester  George Bell. In England durfte Schweitzer studieren. Er wählte die Fächer Geschichte und Philosophie an der Universität Oxford, die er 1946 mit dem Bachelor abschloss. Danach siedelte Schweitzer mit seiner Familie wieder nach Deutschland über und er begann ein Studium der Geschichte. 1949 erfolgte seine Promotion in Geschichte an der Universität Freiburg im Breisgau über das Thema Die Kritik der Linksliberalen an Bismarcks Außenpolitik.
Ab 1951/1952 begann Schweitzers berufliche Karriere, er wurde einer der ersten Referenten der neu gegründeten Bundeszentrale für politische Bildung. Zwischen 1961 und 1963 war er im persönlichen Stab des damaligen Bundespräsidenten Lübke tätig. Gleichzeitig hatte er einen Lehrauftrag an der Universität Frankfurt, wo er auch habilitiert wurde. Ab 1963 erhielt er eine Professur für Politikwissenschaft (Internationale Politik, insbesondere Außenpolitik der USA), zuerst an der PH Berlin, dann an auch an der FU Berlin. 1969 ging er als ordentlicher Professor an die Pädagogische Hochschule Rheinland, Abt. Bonn (1980 in die Pädagogische Fakultät der Universität Bonn umgewandelt).
Der Spiegel berichtete im Februar 1969 über den damals 44-Jährigen. Diesem wurde vorgehalten, von der Arbeit seiner Studierenden indirekt politisch profitiert zu haben. In der Ausgabe vom 10. März 1969 veröffentlichte Der Spiegel dazu einen Leserbrief von Carl-Christoph Schweitzer, der darauf verwies, dass die Kandidatur in dem behandelten Wahlkreis zum Zeitpunkt der Umfrage noch nicht feststand. Auch Leserbriefe von zwei Studenten, die Carl-Christoph Schweitzer gegen die erhobenen Vorwürfe in Schutz nahmen, wurden in der Print-Ausgabe des Magazins Der Spiegel veröffentlicht.
Schweitzer trat 1972 für den Wahlkreis 149/Ahrweiler in Rheinland-Pfalz bei Bonn für die SPD an und wurde in der 7. Wahlperiode des Deutschen Bundestags (1972–1976) Mitglied des Deutschen Bundestags. In der 8. Wahlperiode (1976–1980) rückte er am 11. März 1980 für den ausgeschiedenen SPD-Abgeordneten Conrad Ahlers auf der Parteiliste nach. Im Bundestag der 9. Wahlperiode war Schweitzer nicht mehr vertreten. Schweitzer war Mitglied der Ausschüsse für Auswärtige Politik und Verteidigung sowie der Enquete-Kommission des Bundestages für „Verfassungsreform“. 1979 verfasste er das Buch Der Abgeordnete im parlamentarischen Regierungssystem der Bundesrepublik, das zur Pflichtlektüre für seine Studenten wurde.
Schweitzer war Initiator und lange Zeit Vorsitzender der gemeinnützigen Aktion Gemeinsinn e. V., die im Jahr 1957 gegründet wurde. Zuletzt war er Ehrenvorsitzender. Außerdem war er Mitglied des Gründungskomitees der Deutsch-japanischen Gesellschaft für integrative Wissenschaft.

## Schriften (Auswahl)
Eigene Schriften
- Amerikas chinesisches Dilemma – Fallstudie über außenpolitische Entscheidungen in einer offenen Gesellschaft. Westdeutscher Verlag, Köln 1969.
- Die USA und der Vietnam-Konflikt 1964 bis 1967. Westdeutscher Verlag, Köln 1969.
- Chaos oder Ordnung? Einführung in der Probleme der internationalen Politik. Verlag Wissenschaft und Politik, Köln 1973.
- Die deutsche Nation: Aussagen von Bismarck bis Honecker. Verlag Wissenschaft und Politik, Köln 1976, ISBN 3-8046-8516-1.
- Der Abgeordnete im parlamentarischen Regierungssystem der Bundesrepublik. Opladen 1979, ISBN 3-8100-0260-7.
- Bremer Bundeswehrkrawalle: Gefahren für unseren Staat und ihre Verschleierung im Streit der politischen Parteien. Nomos Verlagsgesellschaft, Baden-Baden 1981, ISBN 3-7890-0720-X.
- Weltmacht USA: Kontinuität und Wandel ihrer Aussenpolitik nach 1945. Bayerische Landeszentrale für politische Bildung, München 1983.
- Weltpolitik der USA nach 1945: Einführung und Dokumente. Mit Ernst-Otto Czempiel, Opladen 1984, ISBN 3-8100-0450-2.
- Bedrohung durch die Sowjetunion? Westliche Analysen der politischen Absichten Moskaus im Zeitvergleich der 50er und 80er Jahre. Baden-Baden 1989, ISBN 3-7890-1813-9.

Als Herausgeber
- Eiserne Illusionen – Wehr- und Bündnisfragen in den Vorstellungen der extremen Rechten nach 1945. Hrsg. Carl-Christoph Schweitzer, Redaktion Carl-Heinz Boettcher, Markus-Verlag, Köln 1969.